# Lithostege giacomellii
Lithostege giacomellii är en fjärilsart som beskrevs av Louis Beethoven Prout 1910. Lithostege giacomellii ingår i släktet Lithostege och familjen mätare. Inga underarter finns listade i Catalogue of Life.